# Kostadinka Radkowa
Kostadinka Radkowa, bułg. Костадинка Радкова (ur. 26 czerwca 1962 w Sofii) – bułgarska koszykarka, reprezentantka kraju, srebrna medalistka olimpijska, dwukrotna medalistka mistrzostw Europy. 
Dwukrotnie uczestniczyła w letnich igrzyskach olimpijskich. W 1980 roku w turnieju w Moskwie zdobyła srebrny medal olimpijski. Rozegrała pięć spotkań – przeciwko Włochom (wygrana 102:65), Związkowi Radzieckiemu (przegrana 83:122), Węgrom (wygrana 90:75) i Jugosławii (wygrana 81:79) w pierwszej fazie oraz ponownie przeciwko ZSRR w meczu finałowym (przegrana 73:104). W całym turnieju zdobyła dla swojej drużyny 11 punktów. W drugim starcie olimpijskim, w 1988 roku w Seulu, bułgarska drużyna zajęła piąte miejsce. Radkowa zaprezentowała się w pięciu spotkaniach – w pierwszej fazie przeciwko Związkowi Radzieckiemu (przegrana 62:91), Australii (przegrana 57:63) i Korei Południowej (wygrana 98:87), a w drugiej fazie przeciwko Czechosłowacji (wygrana 81:78) i Chińskiej Republice Ludowej (wygrana 102:74). W turnieju zawodniczka zdobyła dla swojego zespołu 52 punkty.
Dwukrotnie zdobyła srebrne medale mistrzostw Europy – w 1983 i w 1985 roku.